# Choranche
Choranche est une commune française située dans le département de l'Isère, en région Auvergne-Rhône-Alpes.
Historiquement rattachée à la province royale du Dauphiné, la commune fait partie de la communauté de communes de  Saint-Marcellin Vercors Isère Communauté. Son territoire bordé de falaises calcaires abrite de nombreuses cavités naturelles dont la grotte de Choranche.
Les habitants se dénomment les Choranchois.

## Géographie

### Situation et description
Le territoire communal s'étend en partie dans les gorges de la Bourne et sur les rebords d'un plateau dans le massif du Vercors. Il se positionne plus précisément sur la route qui relie Pont-en-Royans à Villard-de-Lans dans la partie occidentale du département de l'Isère, tout en étant limitrophe avec le département de la Drôme.

### Communes limitrophes
| Saint-André-en-Royans | Presles   | Rencurel                        |
| Pont-en-Royans        | Choranche | Saint-Julien-en-Vercors (Drôme) |
|                       | Châtelus  |                                 |

### Géologie
Le territoire communal abrite la majeure partie des gorges de la Bourne en aval du hameau de La Balme de Rencurel (commune de Rencurel). Ce torrent, issu du plateau du Vercors, y entaille une puissante dalle calcaire appartenant au flanc oriental de la vaste voûte de l'anticlinal des Coulmes.
Au niveau du petit lac de retenue de Choranche, la Bourne prend la direction de l'ouest et entaille ce pli qu'elle éventre en affouillant les couches marneuses de l'Hauterivien, jusqu'à atteindre les calcaires du Fontanil. La vallée s'ouvre ensuite assez largement du fait de l'éloignement des falaises de ses deux rives.
La grotte de Choranche qui comprend deux cavités (Chevalin et Couffin) surplombe la rive droite de la Bourne. Les deux cavités karstiques se développent dans les calcaires à faciès urgonien et les réseaux actifs au contact de l'urgonien et des marnes de l'hauterivien.

### Climat
Pour des articles plus généraux, voir Climat d'Auvergne-Rhône-Alpes et Climat de l'Isère.
En 2010, le climat de la commune est de type climat des marges montargnardes, selon une étude du Centre national de la recherche scientifique s'appuyant sur une série de données couvrant la période 1971-2000. En 2020, Météo-France publie une typologie des climats de la France métropolitaine dans laquelle la commune est exposée à un climat de montagne ou de marges de montagne et est dans la région climatique  Alpes du nord, caractérisée par une pluviométrie annuelle de 1 200 à 1 500 mm, irrégulièrement répartie en été. 
Pour la période 1971-2000, la température annuelle moyenne est de 12,1 °C, avec une amplitude thermique annuelle de 17,7 °C. Le cumul annuel moyen de précipitations est de 1 236 mm, avec 9,4 jours de précipitations en janvier et 6,4 jours en juillet. Pour la période 1991-2020, la température moyenne annuelle observée sur la station météorologique de Météo-France la plus proche, « Saint-Jean-en-Royans », sur la commune de Saint-Jean-en-Royans à 9 km à vol d'oiseau, est de 12,3 °C et le cumul annuel moyen de précipitations est de 1 136,1 mm,. Pour l'avenir, les paramètres climatiques de la commune estimés pour 2050 selon différents scénarios d'émission de gaz à effet de serre sont consultables sur un site dédié publié par Météo-France en novembre 2022.

### Hydrographie

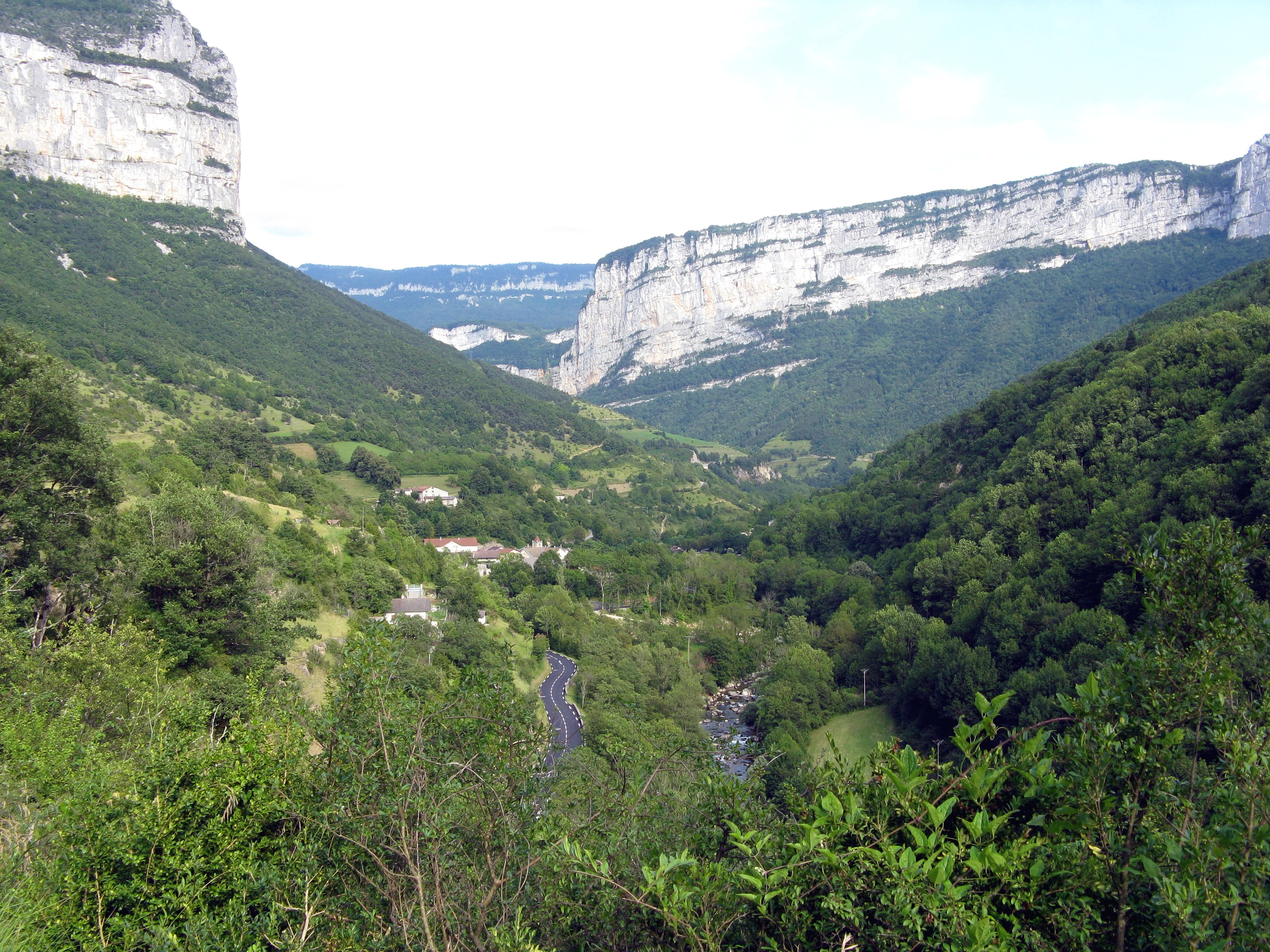
Gorges de la Bourne

La Bourne, affluent de l'Isère, est une rivière française, d'une longueur de 43,1 km, borde la partie sud territoire communal. Ce cours d'eau forme un gigantesque canyon entre Choranche et Villard-de-Lans et connu sous le nom de gorges de la Bourne.
Plusieurs ruisseaux rejoignent cette rivière depuis la pente nord de la falaise qui domine le bourg : le ruisseau de Jallières, le ruisseau Chevalin et le ruisseau Gournier.

### Voies de communication
Le territoire communal (et son bourg) est uniquement traversé par la route départementale 531, ancienne route nationale 531, déclassée en 1972, qui débute non loin du centre-ville de Sassenage et se termine à Saint-Just-de-Claix traverse le territoire communal selon un axe est-ouest.
Quelques petites routes vicinales permettent de rejoindre les hameaux ainsi que le site des grottes. Les gares ferrovaires les plus proches sont la gare de Saint-Hilaire - Saint-Nazaire et la gare de Saint-Marcellin (Isère) de la ligne de Valence à Moirans, desservies par les trains TER Auvergne-Rhône-Alpes, en provenance de Valence-Ville et à destination de Grenoble et de Chambéry-Challes-les-Eaux.

#### Histoire

Choranche en 1907.

Cette route, en grande partie spectaculaire, car longeant des gorges encaissées, est située entre Villard-de-Lans et Pont-en-Royans. Elle a été réalisée entre 1861 et 1872. Afin d'effectuer des travaux de sécurisation des falaises dominant la route, cette dernière peut être fermée à la circulation durant certaines périodes.

#### Accidents
- Le 2 novembre 2007, éboulement[12] de pierres entre Rencurel et Choranche (bilan : 2 morts).
- Le 31 janvier 2004, éboulement[13] de pierres entre Rencurel et Choranche (bilan : 2 morts).

## Urbanisme

### Typologie
Au 1er janvier 2024, Choranche est catégorisée commune rurale à habitat très dispersé, selon la nouvelle grille communale de densité à sept niveaux définie par l'Insee en 2022.
Elle est située hors unité urbaine et hors attraction des villes,.

### Occupation des sols
L'occupation des sols de la commune, telle qu'elle ressort de la base de données européenne d’occupation biophysique des sols Corine Land Cover (CLC), est marquée par l'importance des forêts et milieux semi-naturels (75,5 % en 2018), une proportion sensiblement équivalente à celle de 1990 (74,9 %). La répartition détaillée en 2018 est la suivante : 
forêts (42 %), milieux à végétation arbustive et/ou herbacée (28,2 %), prairies (22,8 %), espaces ouverts, sans ou avec peu de végétation (5,3 %), zones agricoles hétérogènes (1,7 %). L'évolution de l’occupation des sols de la commune et de ses infrastructures peut être observée sur les différentes représentations cartographiques du territoire : la carte de Cassini (XVIIIe siècle), la carte d'état-major (1820-1866) et les cartes ou photos aériennes de l'IGN pour la période actuelle (1950 à aujourd'hui).

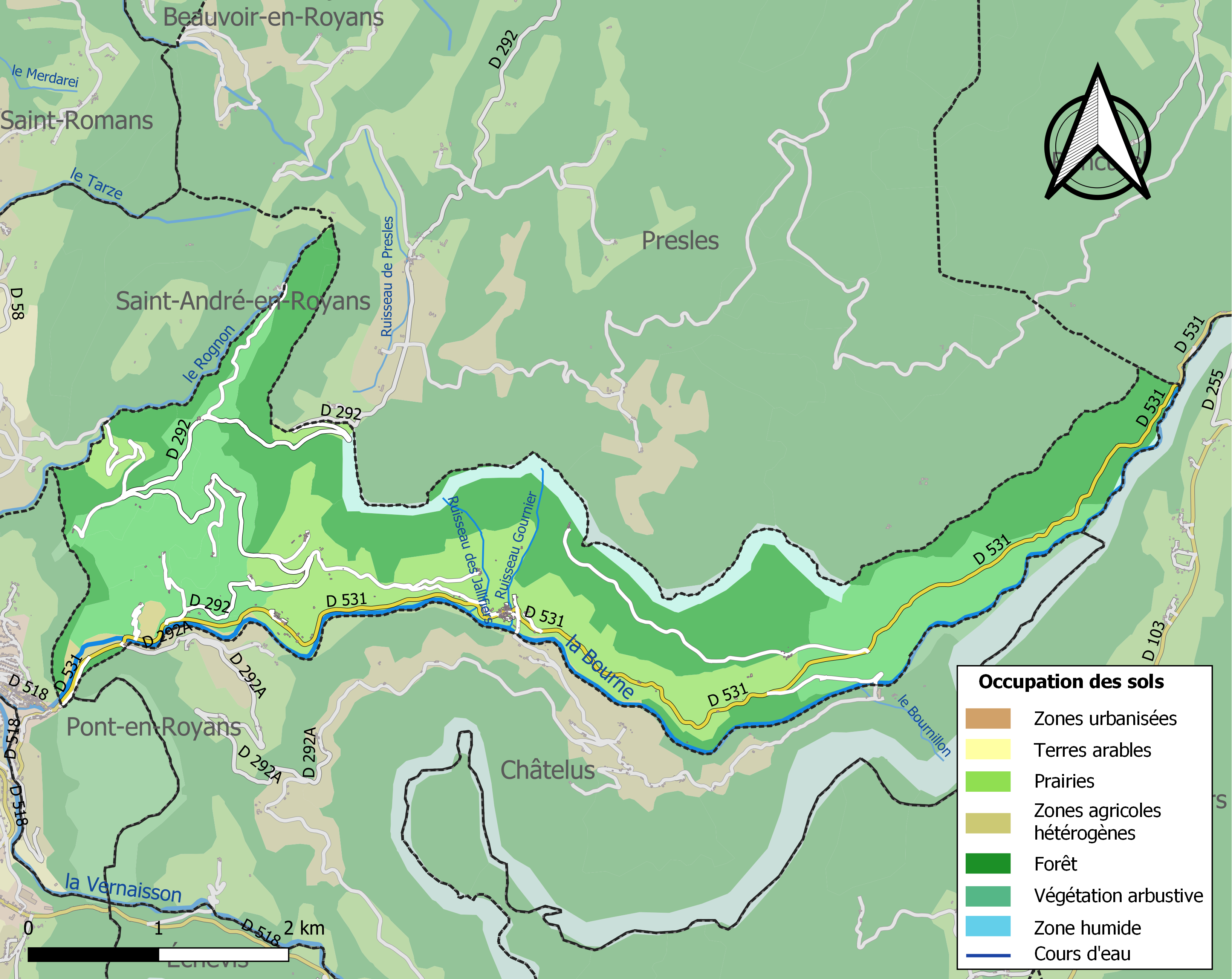
Carte des infrastructures et de l'occupation des sols de la commune en 2018 (CLC).

### Morphologie urbaine
Choranche est un modeste village de moyenne montagne formé par un petit bourg et quelques hameaux isolés constitués par des fermes.

### Hameaux, lieux-dits et écarts de la commune
Voici, ci-dessous, la liste la plus complète possible des divers hameaux, quartiers et lieux-dits résidentiels urbains comme ruraux, ainsi que les écarts qui composent le territoire de la commune de Choranche, présentés selon les références toponymiques fournies par le site géoportail de l'Institut géographique national.
| - les Arnauds - les Champs - le Faucon - Bonne Perdrix - Campeloup - Sirouza - Gamone | - Métrière - les Pierrones - Saint-Estèphe - Choranche-les-bains - les Chartreux - Lambertière - la Bournière | - la Ranconnière - les Payres - le Colombier - le Sellier - les Drevets - Cabane Café - le Sellier |

### Risques naturels et technologiques

#### Risques sismiques
L'ensemble du territoire de la commune de Choranche est situé en zone de sismicité n°4 (sur une échelle de 1 à 5), comme la plupart des communes de son secteur géographique.
| Type de zone | Niveau            | Définitions (bâtiment à risque normal) |
| ------------ | ----------------- | -------------------------------------- |
| Zone 4       | Sismicité moyenne | accélération = 1,6 m/s2                |

## Toponymie
Dénommé Ecclesia de Chauranchis au XIe siècle, ce nom est peut-être issu du nom du citoyen romain Caurus, avec un suffixe -anicas ou -anicos (selon Ernest Nègre).

## Politique et administration

### Administration municipale

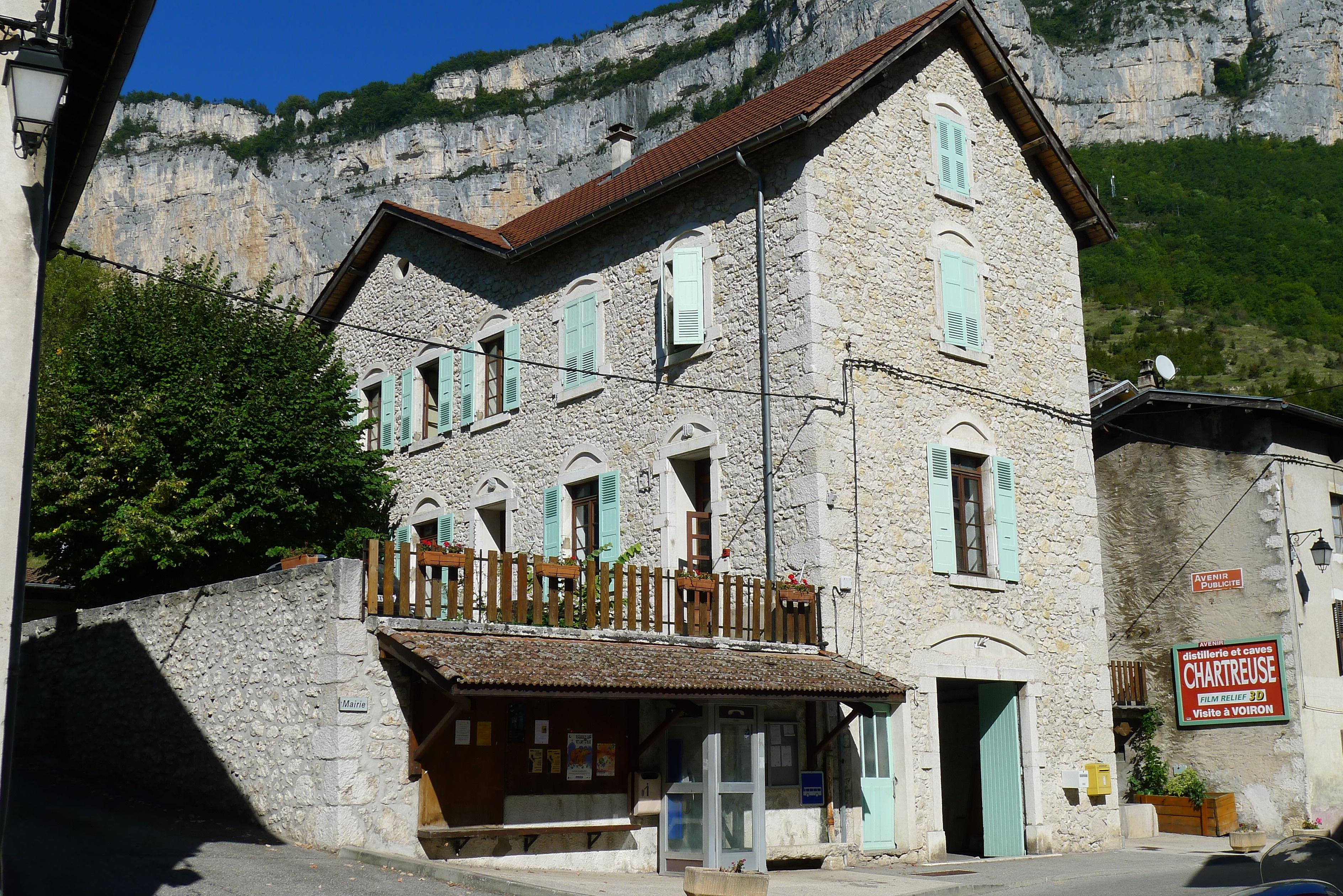
La mairie.

Commune comptant entre 100 et 500 habitants, le conseil municipal de Choranche est donc composé de onze membres.

### Liste des maires
| Période   | Période  | Identité                | Étiquette | Qualité       |
| --------- | -------- | ----------------------- | --------- | ------------- |
| 2001      | 2008     | Henri-Jacques Sentis    |           |               |
| mars 2008 | 2020     | Bernard Bourne-Branchu  | SE        | Fonctionnaire |
| mars 2008 | En cours | Geneviève Moreau-Glenat |           |               |

## Population et société

### Démographie
L'évolution du nombre d'habitants est connue à travers les recensements de la population effectués dans la commune depuis 1793. Pour les communes de moins de 10 000 habitants, une enquête de recensement portant sur toute la population est réalisée tous les cinq ans, les populations de référence des années intermédiaires étant quant à elles estimées par interpolation ou extrapolation. Pour la commune, le premier recensement exhaustif entrant dans le cadre du nouveau dispositif a été réalisé en 2006.

En 2022, la commune comptait 140 habitants, en évolution de +15,7 % par rapport à 2016 (Isère : +3,07 %, France hors Mayotte : +2,11 %).
| 1793 | 1800 | 1806 | 1821 | 1831 | 1836 | 1841 | 1846 | 1851 |
| ---- | ---- | ---- | ---- | ---- | ---- | ---- | ---- | ---- |
| 416  | 439  | 396  | 432  | 418  | 400  | 445  | 444  | 478  |

| 1856 | 1861 | 1866 | 1872 | 1876 | 1881 | 1886 | 1891 | 1896 |
| ---- | ---- | ---- | ---- | ---- | ---- | ---- | ---- | ---- |
| 460  | 423  | 405  | 369  | 368  | 390  | 332  | 292  | 287  |

| 1901 | 1906 | 1911 | 1921 | 1926 | 1931 | 1936 | 1946 | 1954 |
| ---- | ---- | ---- | ---- | ---- | ---- | ---- | ---- | ---- |
| 288  | 261  | 276  | 236  | 245  | 217  | 204  | 180  | 216  |

| 1962 | 1968 | 1975 | 1982 | 1990 | 1999 | 2006 | 2011 | 2016 |
| ---- | ---- | ---- | ---- | ---- | ---- | ---- | ---- | ---- |
| 151  | 149  | 115  | 130  | 132  | 130  | 134  | 130  | 121  |

| 2021 | 2022 | - | - | - | - | - | - | - |
| ---- | ---- | - | - | - | - | - | - | - |
| 133  | 140  | - | - | - | - | - | - | - |

### Enseignement
La commune est rattachée à l'académie de Grenoble (Zone A).

### Médias
Le quotidien régional historique des Alpes, distribué dans la commune, est Le Dauphiné libéré. Celui-ci consacre, chaque jour, y compris le dimanche, dans son édition locale, un ou plusieurs articles à l'actualité du canton ainsi que des informations sur les éventuelles manifestations locales, les travaux routiers, et autres événements divers à caractère local au niveau de la commune.
La commune est située sur l'aire de diffusion de radio Ici Isère, une radio publique qui émet sur tout le territoire du département de l'Isère.

### Cultes
La communauté catholique et l'église de Choranche (propriété de la commune) sont rattachées à la paroisse Saint Luc du Sud Grésivaudan, elle-même rattachée au diocèse de Grenoble-Vienne.

## Culture locale et patrimoine

### Lieux et monuments
- La grotte de Choranche

La grotte de Choranche est située sur le territoire de la commune. Celle-ci présente deux cavités (Couffin et Chevaline), découvertes à la fin du XIXe siècle ainsi que la grotte de Gournier. Ces grottes qui comprennent près de 30 km de galeries, se visitent en partiedurant certaines périodes. L'entrée est payante.
- Rochers de Presles

Ce secteur est un haut-lieu de l'escalade, mais aussi de la spéléologie.
- Église paroissiale de Choranche

Dédiée à l'Assomption, l'édifice religieux situé dans le bourg.

Quelques vues du territoire de Choranche
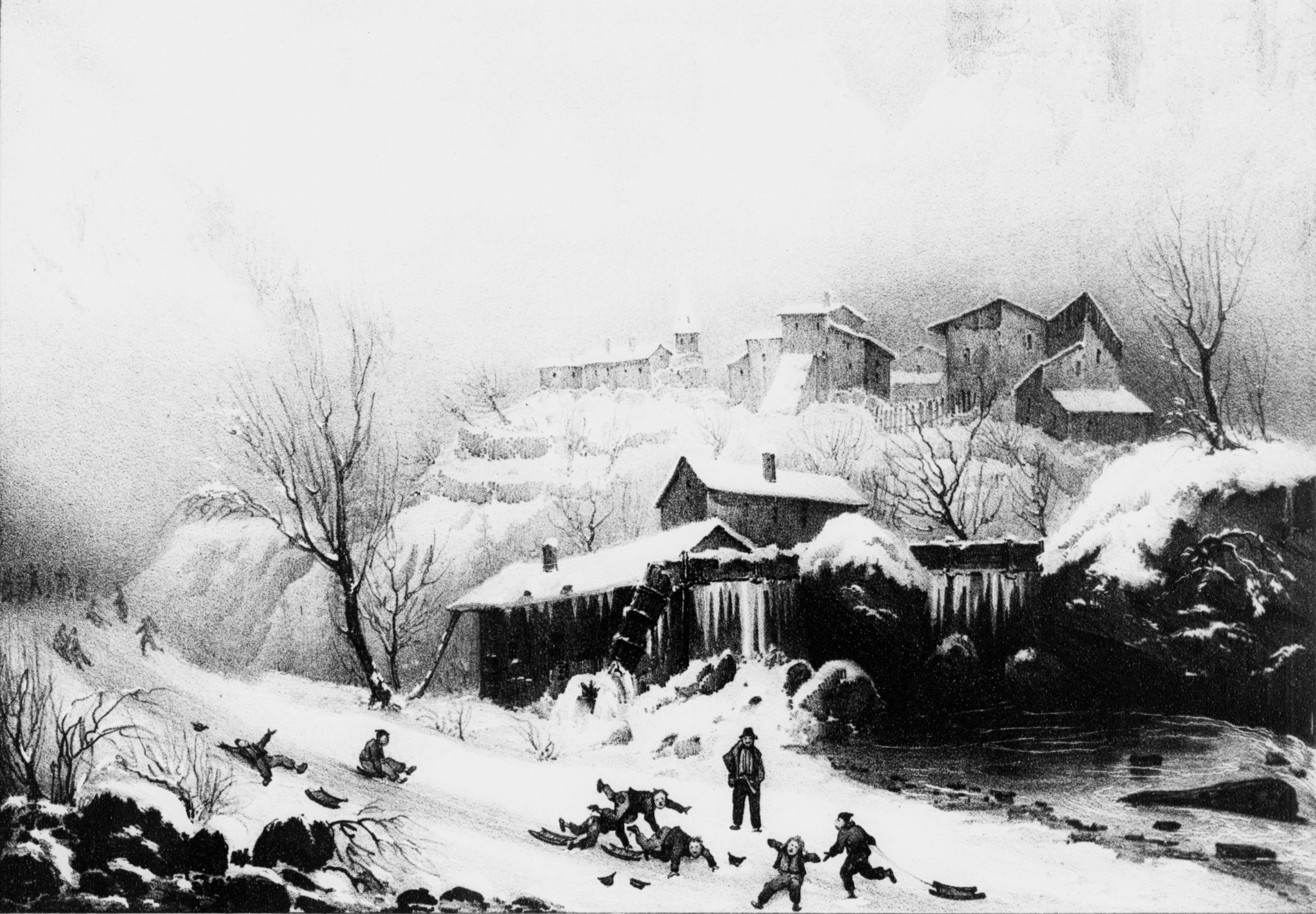
Choranche en 1835
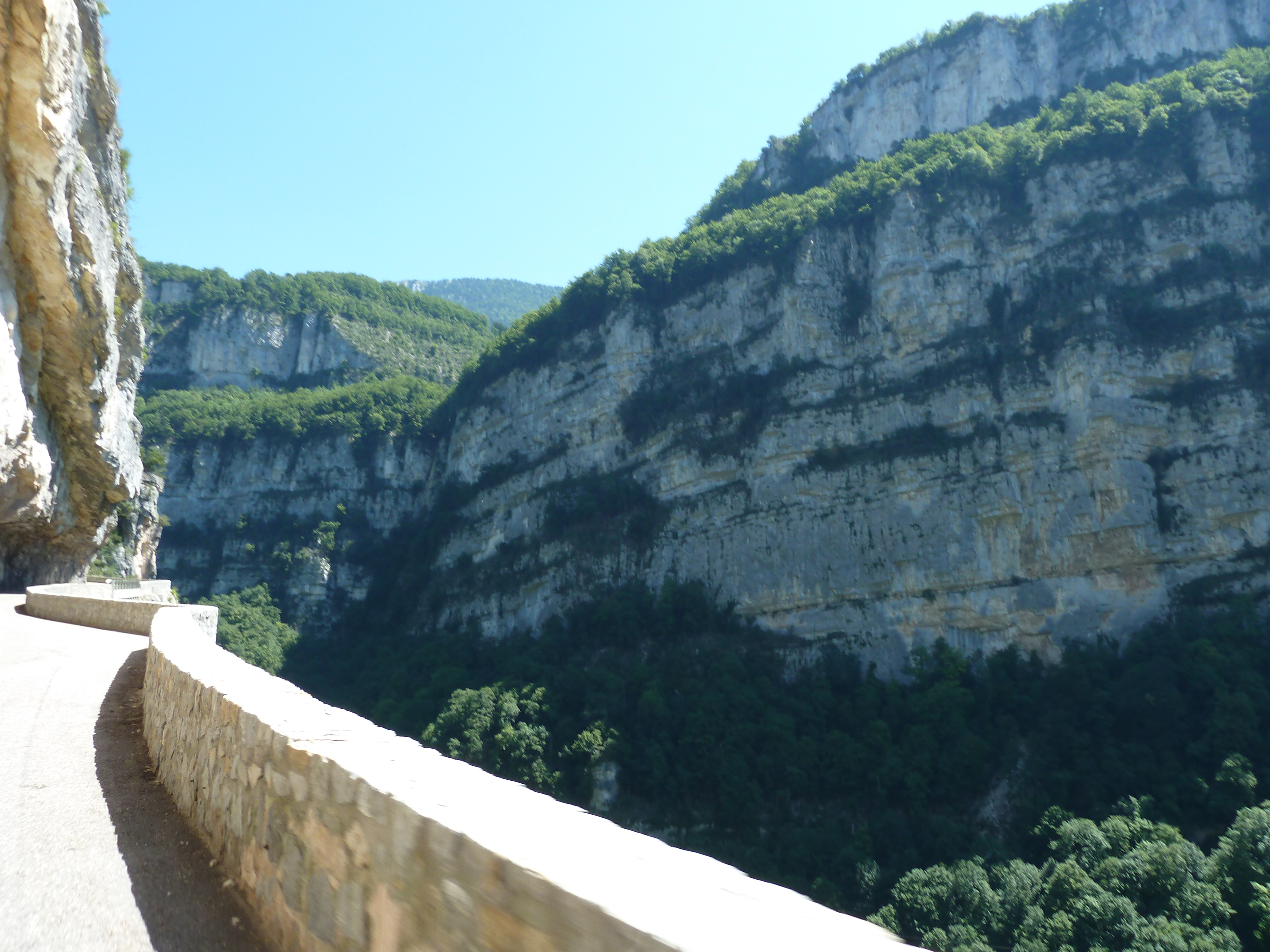
Gorges de la Bourne
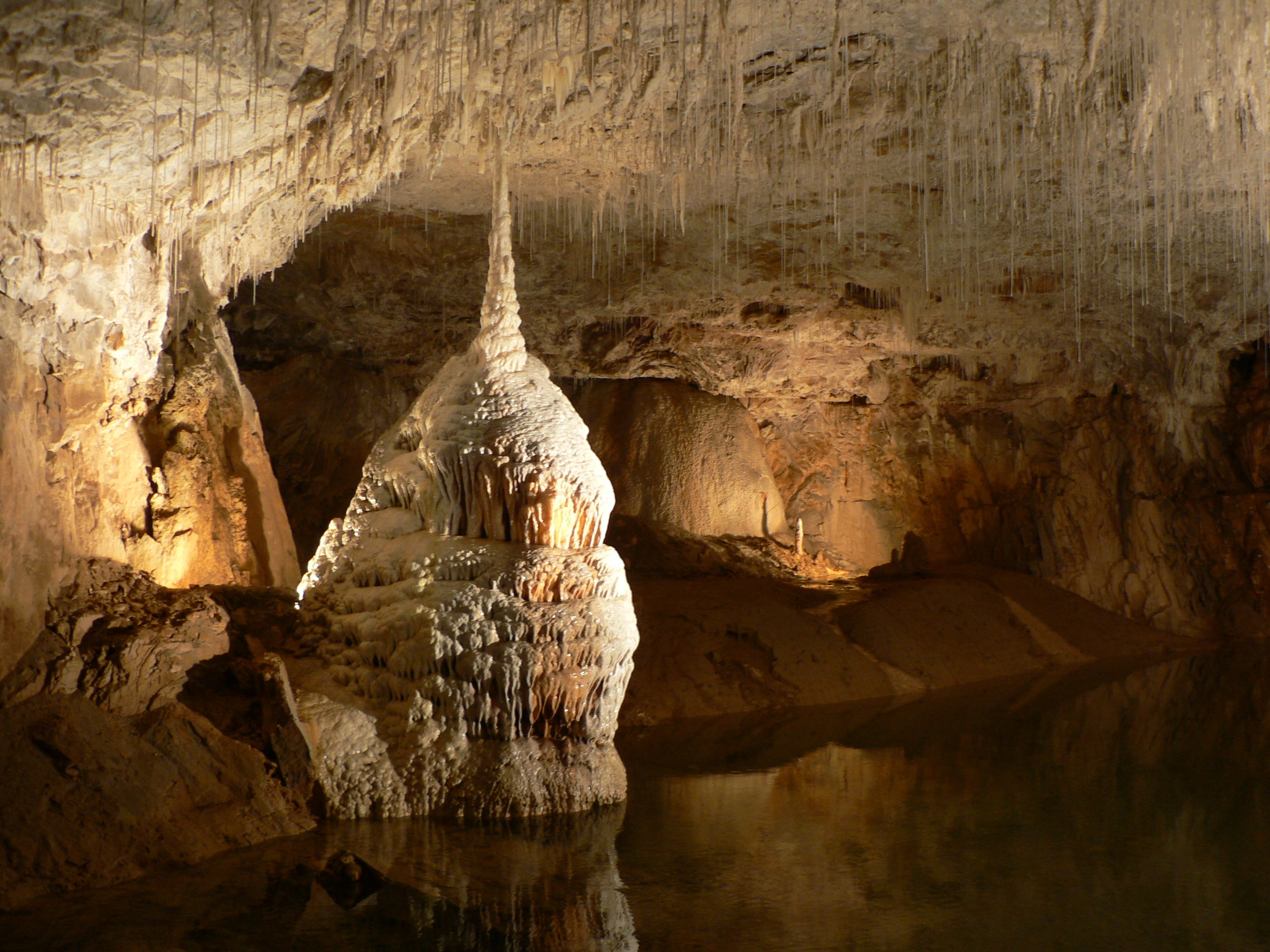
Les grottes de Choranche.
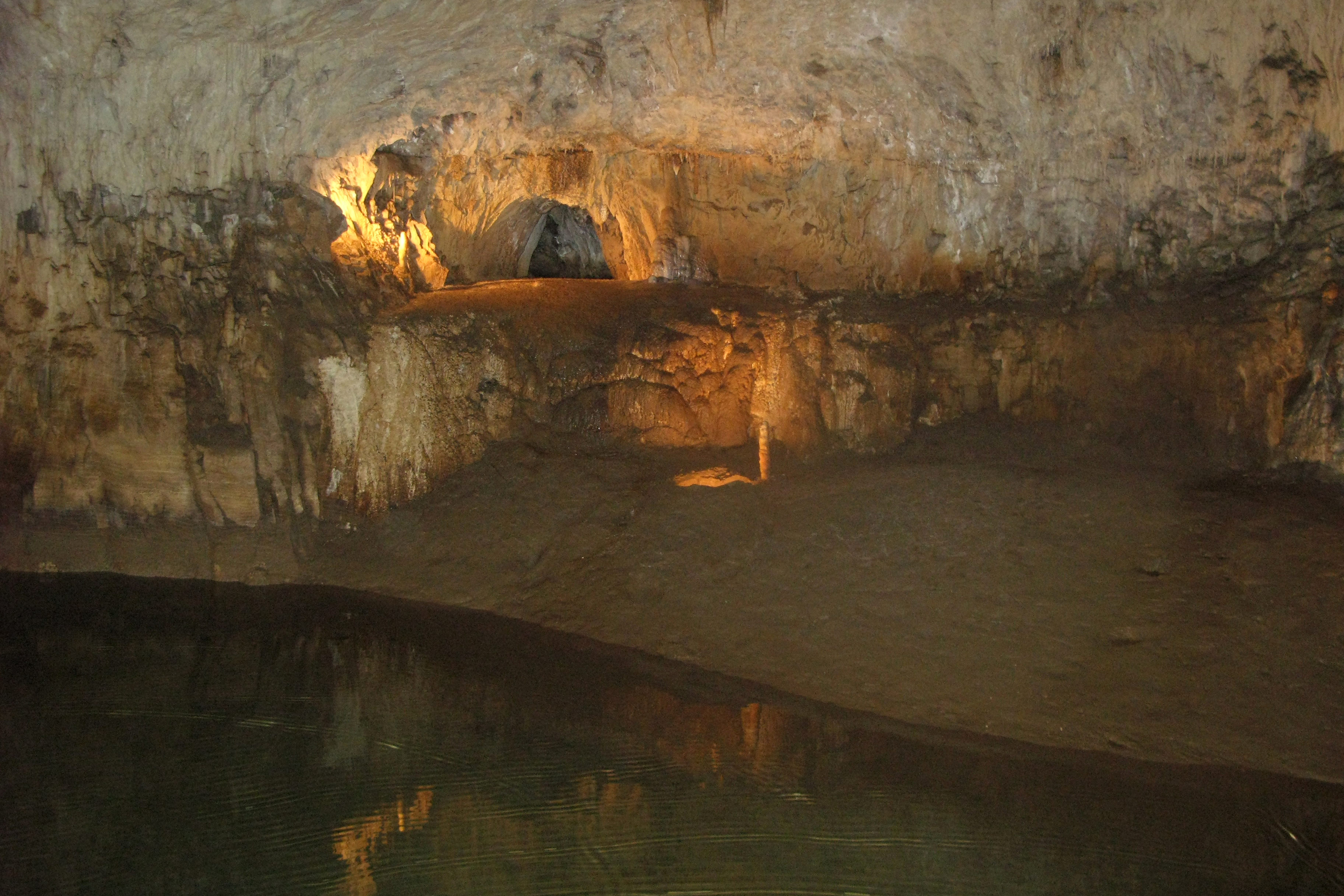
Autre vue des grottes
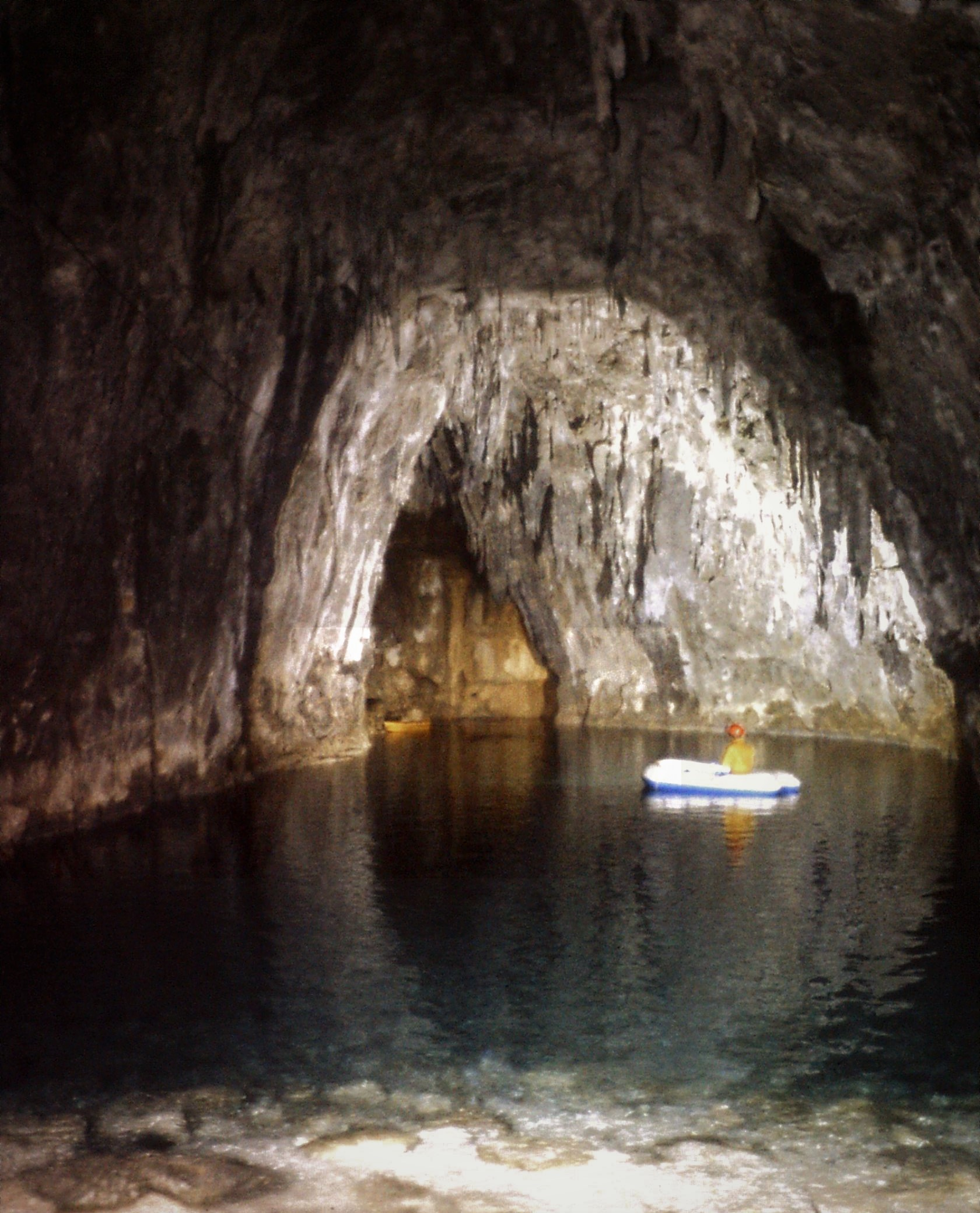
Grotte et lac de Gournier
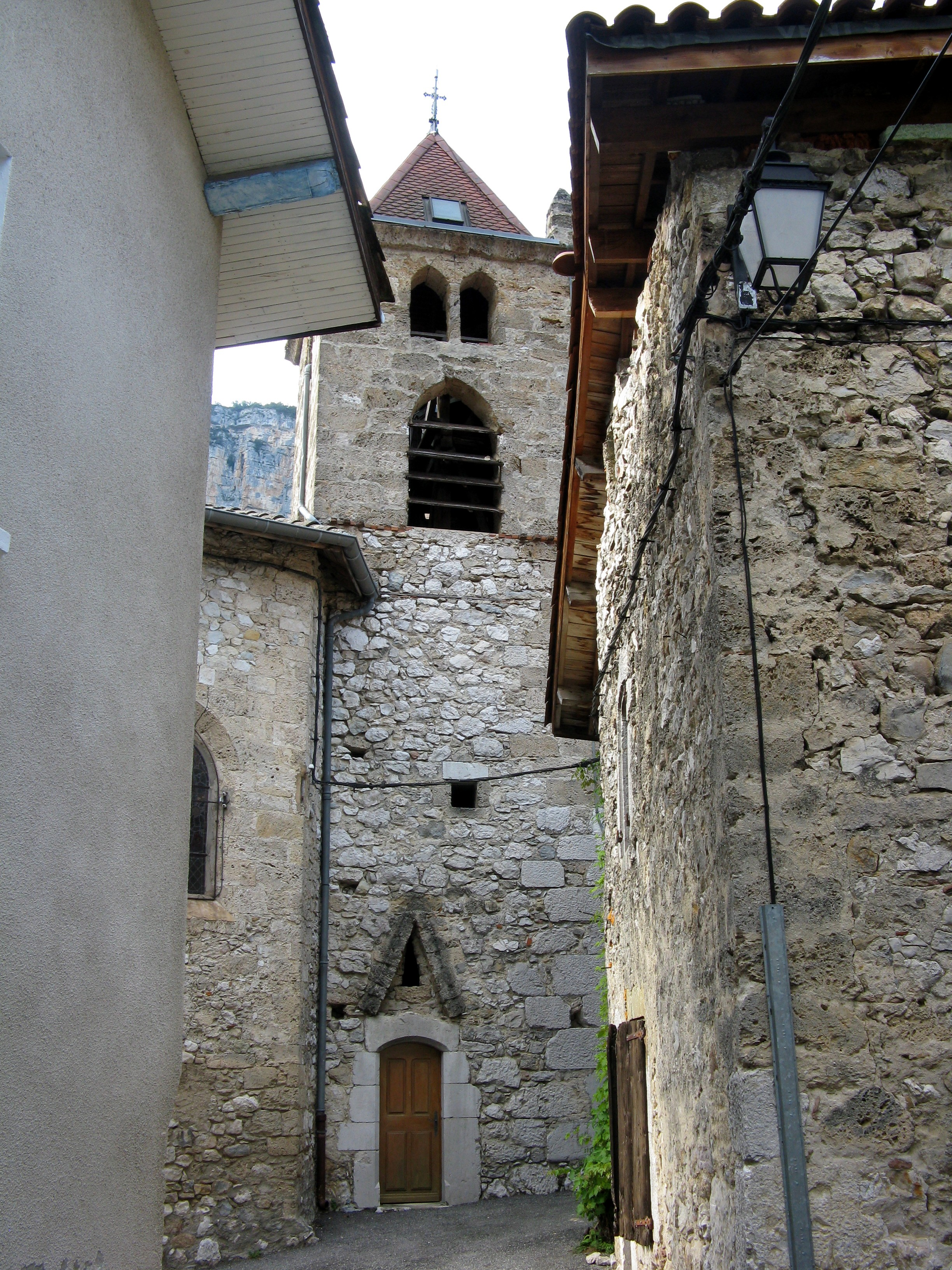
Église de Choranche.

### Héraldique
|  | Choranche possède des armoiries dont l'origine et le blasonnement exact ne sont pas disponibles. |